# Романенко, Лариса Николаевна
Лариса Николаевна Романенко (17 марта 1923 года, Славковичи, Псковская губерния — 22 июня 2007 года, Рига) — русская поэтесса, переводчик с латышского языка; член Союза писателей России и Латвии.

## Биография
Родилась в семье Николая Ивановича Заклинского, дворянина из Варшавы, и Марианны Владимировны Заклинской (в девичестве Звероловлевой), учительницы из Петрозаводска. Вскоре семья переехала в Петроград. В 30-е годы Николай Заклинский вывез семью в Арзамас, там Лариса в 1940 году окончила с отличием школу и поехала поступать в Москву. Поступила и училась на литературном факультете Московского государственного педагогического института.
Работала литсотрудником, журналисткой в Пензе, Николаеве, Симферополе. В 1960 году переехала в Ригу. Последние прижизненные публикации стихов в 2004 году в журнале «Даугава». Похоронена в Риге на Первом Лесном кладбище.

### Семья
Муж — Григорий Романенко.

## Творчество
Первый стихотворный сборник «Верю в человека» вышел в Риге в 1962 году.

## Книги
- «Земное дыхание» (1965)
- «Лесные колодцы»
- «Ладони подорожника» (1969)
- «Соловьиная пристань» (1972)
- «Люблю» (1975)
- «Судьба» (1978)
- «Надежда» (1981)
- «Рождение речи» (1983)
- «Ещё одна зима» (1986), Рига Лиесма
- «Осока — странная трава» (1988)
- «Времена жизни» — лирика 90-х годов (2000) — Москва : Советский писатель, 1987. — 126 с. : портр.
- «Время жатвы» (1973)
- «Корни» (1979)
- «Утро года» (1986)

## Переводы
С латышского: «Божий приёмыш» — стихи латышских поэтов Э. Адамсонса, Аспазии, И. Аузиня, В. Брутане, Ц. Динере, О. Вациетиса, А. Веянса, М. Кемпе, М. Мисини, Я. Плаудиса, Ф. Ранцане, В. Руи, Б. Саулитиса, Я. Сирмбардиса, К. Скуениекса, В. Стрелерте, Я. Судрабкална, А. Элксне, К. Элсбергса, П. Юрциньша и других.
- Мисиня М. У мира глаза большие : стихи / Пер. с латышского Ларисы Романенко; худож. Алла Сема. — М.: Советский писатель, 1987. — 126 с. : портр.